# Carbon Preference Index
Der Carbon Preference Index (CPI) (englisch, zu deutsch Kohlenstoff-Präferenz-Index) ist eine Größe, mit deren Hilfe die Reife von Erdöl charakterisiert wird. Dabei werden die Verhältnisse von geradzahligen zu ungradzahligen n-Alkanen mit folgender Formel in einen Zahlenwert gefasst:
{\displaystyle CPI_{25-33}=0{,}5\cdot \left({\frac {(C_{25}+C_{27}+C_{29}+C_{31}+C_{33})}{(C_{24}+C_{26}+C_{28}+C_{30}+C_{32})}}+{\frac {(C_{25}+C_{27}+C_{29}+C_{31}+C_{33})}{(C_{26}+C_{28}+C_{30}+C_{32}+C_{34})}}\right)}
Dabei ist z. B. ein {\displaystyle C_{25}} ein Alkan mit 25 Kohlenstoffatomen.
Die Werte werden bei unreifem Kerogen bei >1 (>3) liegen, da biologisch ungradzahlige n-Alkane bevorzugt werden. Im Zuge der Diagenese und der Katagenese werden durch Umbauprozesse jedoch auch geradzahlige n-Alkane produziert, so dass sich der Wert mit zunehmender Reife 1 annähert.